# Эль-Джебель-эль-Ахдар (Иордания)
Эль-Джебель-эль-Ахдар (араб. الجبل الأخضر‎) — деревня на северо-западе Иордании, расположенная на территории мухафазы Аджлун. Входит в состав района Аджлун.

## Географическое положение
Деревня находится в южной части мухафазы, в гористой местности, к востоку от реки Иордан, к северу от реки Эз-Зарка, на расстоянии приблизительно 23 километров (по прямой) к северо-западу от столицы страны Аммана.

## Население
По данным официальной переписи 2015 года численность население составляла 994 человек (501 мужчина и 493 женщины). В деревне насчитывалось 196 домохозяйств.
Динамика численности населения Эль-Джебель-эль-Ахдара по годам:
| 1994 | 2015 |
| ---- | ---- |
| 219  | 994  |